# 精神错乱

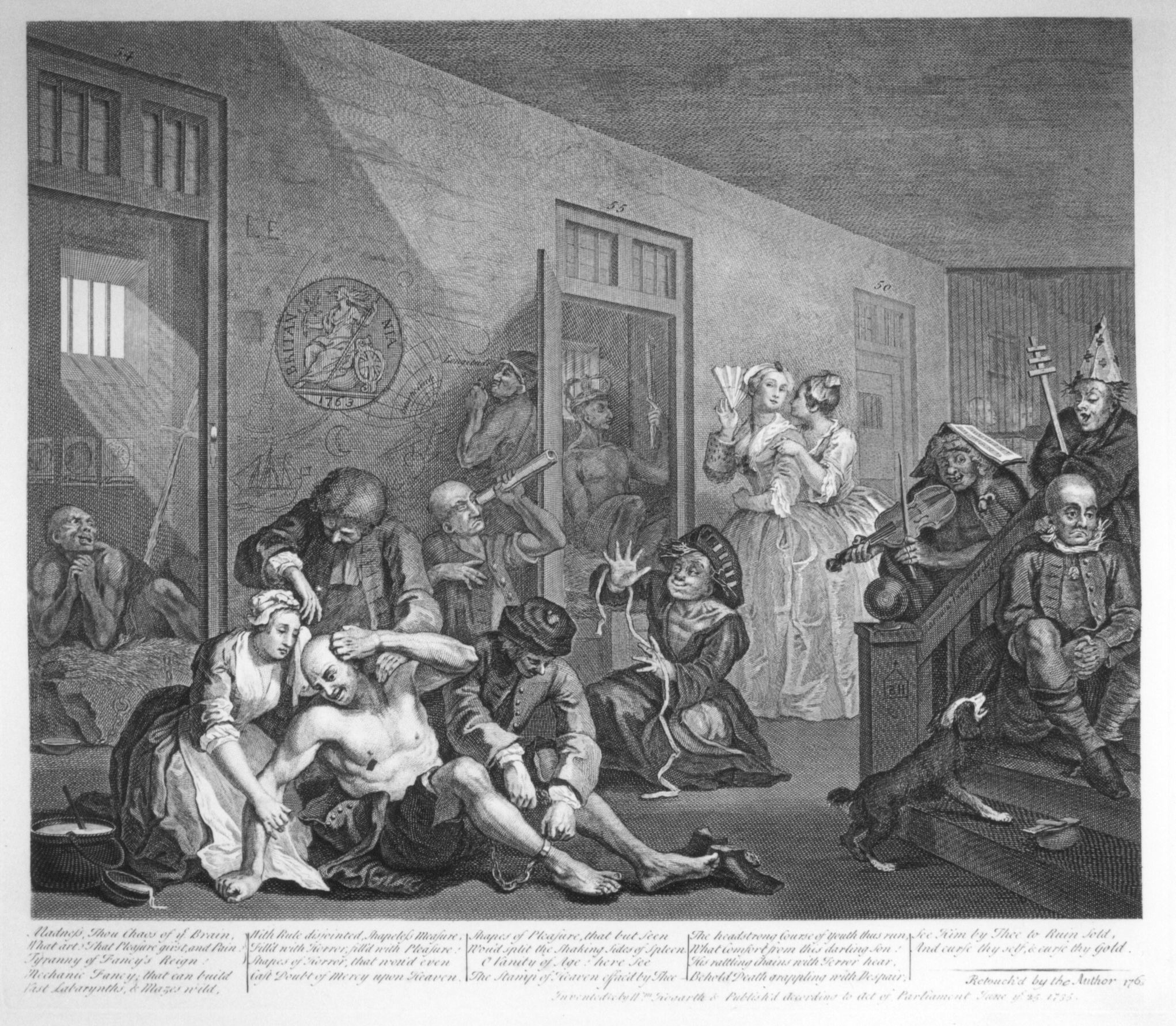
威廉·贺加斯《浪子生涯》第八次印刷中的刻版画描绘了伯利恒皇家医院的囚犯。

精神错乱是人在异常的心理或表现模式下的一组行为。精神错乱可构成对社會規範的违反，包括伤害自我、伤害他人等，但并非所有的伤害行为都是精神错乱所引起。类似地，并非所有漠视社会规范的行为都是精神错乱的行为。在现代的用法中，“精神错乱”一词更容易出现在无关科学的场合，用来描述精神不稳定的状态，或者出现在法律场合中用作精神障碍辩护。医学相关领域中一般会避免使用“精神错乱”一词，而是称呼为“精神病性症状”。